# Іскрівське водосховище
Іскрівське водосховище — водосховище в Україні, на річці Інгульці, в межах Олександрійського району Кіровоградської області. Дамба розташована в північній околиці села Іскрівки. На берегах північної частини водосховища лежить селище Петрове.

## Опис
Споруджено 1958 року. Площа водосховища 11,2 км², повний об'єм 40,7 млн м³ (корисний 31,0 млн м³). Довжина 35 км, ширина до 1,7 км. Пересічна глибина 3,67 м, максимальна 14,5 м. Береги високі, в місцях виходу кристалічний порід — стрімкі. Мінералізація води змінюється від 800 до 1150 мг/л, іноді перевищує 2000 мг/л, що зумовлене скиданням шахтних вод Криворізького басейну в Інгулець. Спостерігається нестача кисню у воді, особливо у придонних шарах. Вміст біогенних елементів (амонійного азоту, фосфору тощо) високий. З вищих водяних рослин розвиваються, зокрема, рдесник, рогіз, очерет, глечики жовті. Поширені нитчасті водорості, а також діатомові і синьо-зелені, які влітку спричиняють «цвітіння» води. Фауна досить багата; влітку інтенсивно розвивається зоопланктон (найпростіші, ракоподібні) та бентос (олігохети, личинки одноденок). Є солонуватоводні організми; поширений молюск дрейсена.

## Використання
Іскрівське водосховище споруджене для технічного водопостачання Криворізького басейну та міста Жовтих Вод, а також для зрошування. Вздовж берегів водосховища — зони відпочинку.